# Rhipidia (Rhipidia) subcostalis
Rhipidia (Rhipidia) subcostalis is een tweevleugelige uit de familie steltmuggen (Limoniidae). De soort komt voor in het Neotropisch gebied.